# Programme for the Endorsement of Forest Certification schemes
Il Programma di Valutazione degli schemi di certificazione forestale (PEFC dall'inglese Programme for Endorsement of Forest Certification schemes) è una organizzazione di certificazione per la gestione sostenibile delle foreste. 
Il PEFC è un'iniziativa internazionale basata su una larga intesa delle parti interessate all'implementazione della gestione forestale sostenibile a livello nazionale e regionale. Partecipano allo sviluppo del PEFC i rappresentanti dei proprietari forestali e dei pioppeti, dei consumatori finali, degli utilizzatori, dei liberi professionisti, del mondo dell'industria del legno e dell'artigianato. Tra i suoi obiettivi si segnala quello di migliorare l'immagine della selvicoltura e della filiera foresta–legno, fornendo di fatto uno strumento di mercato che consenta di commercializzare legno e prodotti della foresta derivanti da boschi e impianti gestiti in modo sostenibile.
In Italia esiste il PEFC Italia, che è un'associazione senza fini di lucro che costituisce l'organo di governo nazionale del sistema di certificazione PEFC e ha sede a Perugia. Il sistema PEFC permette di certificare la sostenibilità della gestione dei boschi e la rintracciabilità dei prodotti legnosi e cartacei commercializzati e trasformati che provengono dai boschi certificati PEFC.

## La certificazione forestale
La certificazione forestale ha origine dalla crescente esigenza dei consumatori di poter disporre sui mercati internazionali i prodotti a base di legno proveniente da boschi gestiti in maniera corretta e sostenibile, sia da un punto di vista ecologico che economico e sociale. 
I consumatori e più in generale l'opinione pubblica, in sintesi, chiedono che sia possibile risalire all'origine del legname utilizzato per la creazione del prodotto finale, e accordano la loro preferenza a quei manufatti realizzati con legname proveniente da foreste gestite in modo sostenibile e certificate da un ente indipendente. 
Un primo tipo di certificazione, quindi, quella della gestione forestale, riguarda il fatto che una proprietà forestale venga gestita secondo criteri di sostenibilità o più generica correttezza. 
Il legname o la fibra che ne deriva viene marchiato ed è quindi commerciabile come proveniente da boschi gestiti in modo sostenibile. Il legname e la cellulosa proveniente da pioppeti e foreste certificate per la corretta gestione forestale, poi, deve poter rimanere rintracciabile nelle varie fasi delle successive lavorazioni, sino al prodotto finito. Questa secondo tipo di certificazione viene denominato catena di rintracciabilità (Chain of Custody - CoC). Se il manufatto rispetta le condizioni della chain of custody, anch'esso sarà riconoscibile dal consumatore finale attraverso un apposito marchio. La convenienza della certificazione forestale per un proprietario forestale o per una azienda di lavorazione del legno e carta risiede principalmente in considerazioni di natura economica connesse alla preferenza accordata dal consumatore al prodotto certificato, preferenza che si traduce anche che nella disponibilità a pagare per esso un prezzo maggiore. È significativo in proposito notare come anche nel nostro Paese, dove peraltro la maggior parte della materia prima legnosa viene importata, inizi a farsi pressante la richiesta, da parte dell'industria di trasformazione, di materiale legnoso proveniente da foreste certificate. Per le Pubbliche Amministrazioni proprietarie di boschi subentrano anche valenze di carattere etico: infatti la certificazione della gestione forestale permette di “comunicare” al pubblico che i boschi vengono  gestiti in maniera sostenibile da un punto di vista sociale e ambientale, adeguandosi a criteri di buona pratica forestale internazionalmente riconosciuti. La certificazione forestale e di CoC rappresenta quindi un utile strumento di marketing, un'opportunità di ufficializzare l'impegno imprenditoriale verso l'ambiente, e al tempo stesso un impegno per la promozione di una gestione oculata e corretta dei boschi.

## Dati sul PEFC internazionale
Lo schema PEFC è stato sviluppato nel 1998 in primo luogo da proprietari forestali e dall'industria del legno europei per facilitare il mutuo riconoscimento degli schemi di certificazione forestale nazionali. 
Attualmente risultano certificati secondo il sistema PEFC oltre 232 milioni di ettari, per lo più in Canada, Stati Uniti, Finlandia, Norvegia, Svezia, Germania, Francia e Austria. Oltre a questi Stati, insieme ad altri 10 europei, si segnala l'adesione degli schemi certificativi di Brasile, Cile, e Australia, Gabon, Russia, Malesia. In Camerun, Argentina, Cina e Uruguay esistono altri schemi di certificazione che stanno sviluppando standard aggiuntivi per poter iniziare il processo di mutuo riconoscimento con gli schemi già accreditati al PEFC Council, quindi non hanno foreste certificate riconosciute dal PEFC Council.
I criteri di certificazione del sistema sono basati sui sei criteri di Helsinki per la Gestione Forestale Sostenibile, sugli indicatori Pan-europei per la Gestione Forestale Sostenibile e sulle Linee Guida Pan-Europee a livello operativo per la Gestione Forestale Sostenibile; tutti questi documenti sono stati prodotti dalla Conferenza Interministeriale Europea per la protezione delle foreste, cioè un processo intergovernativo a cui aderisce anche lo Stato italiano. Per la loro applicazione a livello nazionale si è attivato nel 2001 un Forum, coordinato dall'Accademia Italiana di Scienze Forestali, che ha prodotto gli standard di certificazione italiani.
La Segreteria Generale del Consiglio PEFC ha sede in Svizzera. L'accettazione dell'associazione italiana all'interno del Consiglio Internazionale del PEFC è avvenuta il 19 giugno 2001. La sede del PEFC Italia è a Perugia, in Strada dei loggi, 22.
Il PEFC Italia permette a tutti gli enti, proprietari forestali e Amministratori di Aziende forestali, la possibilità di partecipare in maniera volontaria alla certificazione della propria gestione forestale, indipendentemente dalla loro dimensione. 
Questo è possibile grazie alla possibilità di partecipare per un singolo proprietario al processo di certificazione individualmente, come parte di un gruppo o all'interno del processo di certificazione di una Regione. 
Il sistema di certificazione PEFC permette infatti di operare delle importanti economie di scala rispetto alle spese per la certificazione individuale, pur mantenendo alti gli standard di rigore e di autorevolezza.
Lo stesso discorso vale per le ditte di trasformazione del legno e cellulosa che vogliono richiedere la “Catena di custodia”, cioè la certificazione della rintracciabilità del legno PEFC, in Italia con 803 aziende certificate (per mobilio, imballaggi, parquet, carta, edilizia, carpenteria, editoria, giochi, ecc).

## Certificazione PEFC in Italia
A fine settembre 2018 la superficie forestale italiana certificata PEFC è di 808.991,64 ettari in 11 regioni italiane (rappresentando il 6,6% della superficie forestale italiana). 
La certificazione della rintracciabilità del legno PEFC (o certificazione di catena di custodia), in Italia vede 1.080 aziende certificate per mobilio, imballaggi, parquet, carta, cartotecnica, edilizia, carpenteria, editoria, giochi, prodotti forestali non legnosi, ecc.
La prima certificazione forestale PEFC in Italia è stata quella del Consorzio Forestale dell'Amiata, che ha ricevuto la certificazione “individuale” il 7 maggio 2003 con i suoi 3.000 ettari di faggeta, mentre l'Associazione Regionale PEFC Friuli-Venezia Giulia (38 proprietari forestali per una superficie totale di 67.348 ha) ha ricevuto la certificazione l'8 luglio 2004, entrambi dall'Organismo di certificazione AQA (attualmente CSQA). 
L'Unione Agricoltori–BauernBund della Provincia di Bolzano (23.300 piccoli proprietari forestali) ha certificato 320.000 ettari, di bosco alpino, la più grande superficie in Europa con queste caratteristiche. La certificazione regionale del Trentino (Consorzio dei Comuni Trentini), ottenuta il 16 dicembre 2005, rappresenta nel 2018 286.000 ettari di foresta produttiva distribuiti tra oltre 310 proprietari pubblici e privati. 
Attualmente sono certificati pioppeti e Consorzi forestali in Piemonte (con l'Organismo di certificazione CSI), ma anche in Friuli-Venezia Giulia e in Liguria. Importanti certificazioni di gestione forestale da segnalare sono quelle della Magnifica Comunità di Fiemme (il maggior produttore di legname in Italia con 50.000 metri cubi annui di legname da opera, pari ad un decimo della produzione di tutto il Trentino-), di proprietà forestali in Lombardia (il demanio gestito da ERSAF), in Toscana, Umbria e Lazio.
La certificazione dell'Ente Parco Gallipoli Cognato Piccole Dolomiti Lucane di Accettura (MT) in Basilicata è la certificazione di gestione forestale sostenibile più a  sud in Italia. Esistono poi delle certificazioni di progetto, con specifici edifici certificati (come Sadilegno - www.sadilegno.it o il Centro di sci di Fondo costruito per i Mondiali di Sci Nordico 2013 in Val di Fiemme).